# 洗礼者聖ヨハネの誕生 (アルテミジア・ジェンティレスキ)
『洗礼者聖ヨハネの誕生』（せんれいしゃせいヨハネのたんじょう、西: Nacimiento de San Juan Bautista、英: The Birth of Saint John the Baptist）は、イタリア・バロック期の女性画家アルテミジア・ジェンティレスキが1635年ごろ、キャンバス上に油彩で制作した絵画である。画面左側にある紙片に署名がある。ナポリ総督フェルナンド・アファン・デ・リベラの委嘱でマドリードのブエン・レティーロ宮殿内の礼拝堂用に描かれた、洗礼者ヨハネを表す6点の絵画連作のうちの1点であった (ほかの4点はマッシモ・スタンツィオーネが、現存しない1点はパオロ・フィノッリアが描いた)。制作年については研究者間で一致を見ていないが、おそらく1633-1635年の間に制作されたと考えられる。現在、マドリードのプラド美術館に所蔵されている。

## 作品
この絵画は、『新約聖書』中の「ルカによる福音書」 (1ː5-80) に登場するエルサレムの寺院の祭司ザカリアと聖母マリアの従姉妹エリサベトを主題としている。ある日、大天使ガブリエルがやってきて、ザカリアにエリサベトがヨハネという息子を産むと告げる。ザカリアは驚愕し、これを信じなかったために言葉を発する能力を失う。後に、赤ん坊が生まれ、夫婦の隣人たちや助産婦たちは父にちなんで赤ん坊にザカリアと名づけるべきだと主張する。エリサベトは同意せず、人々はザカリアの意見を求めた。画面左側のザカリアは「彼の名前はヨハネである」と紙に書いている。その後、ザカリアは言葉を発することができるようになった。こうして、洗礼者聖ヨハネの奇蹟的な人生が始まることとなる。
ナポリに移る前、アルテミジアは、議論の余地はあるがフェミニズムに先行する風俗的主題の絵画を制作していた。しかし、ナポリで彼女はスペインの支配者や教会から非常に多くの委嘱を受けたため、彼女の扱う主題はより宗教的なものとなった。本作の構図は物語の主題より女性の隣人や召使を強調しており、明らかに風俗画的なものとなっている。様式的にはアルテミジアの特徴を示しているが、カラヴァッジョ、シモン・ヴーエ、マッシモ・スタンツィオーネに多大な影響を受けている。
画面の屋内は繊細に表現されており、加えて各所に置かれた静物、布地と床のタイルの緻密な描写のために、本作はアルテミジア・ジェンティレスキのナポリ時代の最も著名な絵画の1つであり、代表作の1つとなっている。